# المحمار (ملحان)

تعديل مصدري - تعديل

المحمار هي إحدى قرى عزلة جبع بمديرية ملحان التابعة لمحافظة المحويت، بلغ تعداد سكانها 638 نسمة حسب تعداد اليمن لعام 2004.